# Hernán De Lorenzi
Hernán Eduardo De Lorenzi (Buenos Aires, Argentina, 8 de julio de 1971) es un jugador de handball y periodista deportivo argentino. Se desempeña como relator de fútbol y handball de televisión y radio. Actualmente trabaja para  Fox Sports y DeporTV, cubriendo el fútbol y el handball respectivamente. Tiene también su propio programa de radio llamado Handball de Primera, el cual lleva al aire más de 18 años.

## Biografía
Hernán De Lorenzi nace en la ciudad de Buenos Aires, la capital de Argentina, donde actualmente aún reside.

### Trayectoria como jugador de handball
A la edad de 11 años inició como jugador de handball en el año 1983. Militó desde las divisiones infantiles hasta la primera división en River Plate. Luego de esto estuvo en el Club Náutico Hacoaj, Colegio Guadalupe, Colegio Ort, Vilo y Argentinos Juniors, actualmente juega para Vilo.
También se puede destacar que en 1997 representó a Argentina en los Juegos macabeos disputados en la ciudad de Tel Aviv, Israel, donde fue subcampeón. Y en 2023 representó a Francia en los Juegos macabeos panamericanos disputados en la provincia de Buenos Aires, Argentina, donde fue campeón. 

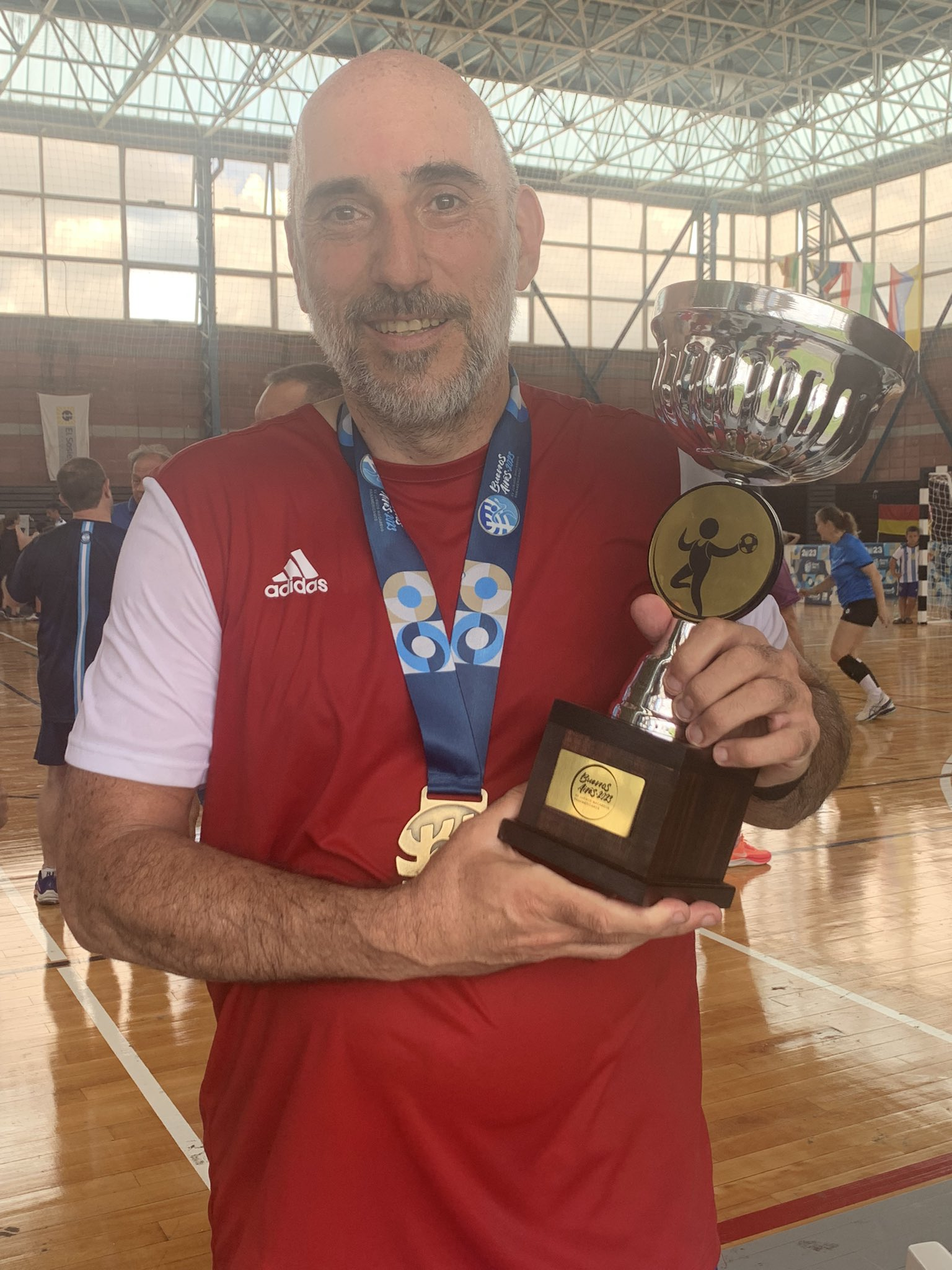
Hernán con la copa de los Juegos Macabeos Panamericanos de 2023

### Palmarés
x1 Oro Juegos macabeos panamericanos 2023 (Francia)
x5 Oro Liga Baires (Schonthal)
X1 Plata Juegos macabeos 1997 (Argentina)
X1 Plata Liga Baires (Schonthal)
Entre otros tantos títulos metropolitanos.

### Trayectoria como periodista
Hernán De Lorenzi ya ha participado en eventos periodísticos portando ese rol, iniciando en 1991. Lleva en la radio desde este año, completando así más de 34 años de recorrido. Estuvo en varias emisoras como por ejemplo la hoy extinta Radio Palermo, donde realizó reportajes y entrevistas de todo tipo. Dirigió la revista oficial de la FEMEBAL en el año 1995. También trabajó como productor de los micros de handball del ciclo Polideportivo desde 1999 hasta el 2000. Su trayectoria televisiva inicia de manera oficial y completa en 1999, cuando se unió al equipo de TyC Sports para las transmisiones de handball. Expandió su paso por la radio cuando creó de manera piloto realiza su programa de Handball de Primera del 2001 al 2005 junto a Germán Diorio y Juan Martín Rinaldi. La temporada número 1 del programa se oficializa en 2007 y ya lleva más de 18 años en el aire.
Actualmente es miembro de la cadena internacional Fox Sports, donde relata la Copa Libertadores y la Champions League fútbol. También es una personalidad del canal público DeporTV, donde es panelista del canal y relator de varios torneos importantes de la disciplina acompañado usualmente por los comentarios de la exjugadora Valentina Kogan. Asimismo apareció en la TV Pública Argentina acompañado por Juan Ballesteros relatando handball en los Juegos Olímpicos de Tokio 2020. Además, desde el 2007 conduce charlas sobre handball en TEA y DEPORTEA, una reconocida escuela de periodismo deportivo en Argentina.

### ESPN y FOX
Ingresó a la cadena deportiva internacional ESPN en 2012. Allí se desempeña como relator deportivo. Inició en este año la señal relatando handball cubriendo múltiples certámenes, destacando los Juegos Olímpicos de Londres 2012, que fue su primera experiencia en la señal internacional y en la que también participó de la cobertura general junto a otros periodistas como Pablo Ferreira, Marcelo López, Tito Puccetti, Quique Wolff y Miguel Simón. Luego de esto, se movió al relato de fútbol, ocupación en la cual se especializó y mantiene hasta el día de hoy. Ha relatado partidos de las múltiples ligas de Europa, la UEFA Champions League, la UEFA Europa League, diferentes certámenes del fútbol de selecciones internacionales. Allí ha compartido transmisión con comentaristas de renombre como Quique Wolff, Sebastián Domínguez, Vito De Palma, Walter Vargas, Francisco Cánepa, Marcelo Espina y demás. Recientemente durante las emisiones desde casa causadas por la Pandemia de COVID-19, tuvo unas apariciones en el programa ESPN FC, donde se unió al debate de fútbol para este programa principal de ESPN para este deporte, pero luego de esto se enfocó en su rol principal como narrador deportivo que llevó a cabo para ESPN hasta 2023, cuando se pasó a Fox Sports

### Publicación de su libro
El 13 de noviembre del 2020, Hernán De Lorenzi sacó a la venta su libro titulado 25 años de handball argentino, en donde a través de su investigación y experiencia jugando y cubriendo el deporte describe el eje de rotación que vivió el handball en Argentina a finales del siglo XX. El libro lo publicó de la mano de la editorial Ediciones El Arco.

## Vida personal
Actualmente, Hernán De Lorenzi reside con su familia e hijos en Buenos Aires, Argentina, que también es su ciudad natal.